# Ganale Doria
Il Ganale Doria è un fiume dell'Etiopia, che nasce dalle montagne situate nei pressi di Aleta Wendo, una cittadina della Regione delle Nazioni, Nazionalità e Popoli del Sud. Il suo corso procede a sud-est e va a terminare nella confluenza nel fiume Giuba all'altezza della cittadina di Dolo.